# Krzysztof Kochański
Krzysztof Kochański (ur. 18 października 1958 w Szubinie) – polski pisarz, autor utworów fantasy i fantastyki naukowej. Od roku 2020 zajął się również twórczością dla dzieci.

## Życiorys
W 1982 ukończył Wyższą Szkołę Inżynierską w Koszalinie. Od 1985 zajmuje się zawodowo komputerami i informatyką. Mieszka w Słupsku.
Debiutował w 1979 roku opowiadaniem Nie oszukasz czasu w czasopiśmie „Na przełaj”. Zamieszczone w „Fantastyce” opowiadanie Zabójca czarownic uzyskało wyróżnienie redakcji za rok 1984. W tym samym roku otrzymał również nagrodę „Młodego Technika” za najlepsze opowiadanie fantastycznonaukowe publikowane w prasie ogólnopolskiej. Za opowiadanie Alchemia otrzymał 2 miejsce w II ogólnopolskim konkursie literackim na opowiadanie o tematyce współczesnej 2003. Opowiadanie Interesy nie idą dobrze uzyskało nagrodę czytelników „Nowej Fantastyki” za najlepsze polskie opowiadanie opublikowane w tym piśmie w roku 2005 oraz nagrodę SFINKS 2006. Opowiadanie Z popiołów uzyskało nagrodę czytelników „Nowej Fantastyki” za najlepsze polskie opowiadanie opublikowane w tym piśmie w roku 2009.
Za opowiadanie Toyota Corolla otrzymał III nagrodę w II edycji Ogólnopolskiego Turnieju Satyrycznego im. Aleksandra hr. Fredry – „Fredrowanie – 2013”.
Autor sztuki teatralnej Kasa pancerna, która uzyskała rekomendację w konkursie dramatycznym dla Teatroteki, rozpisanym przez ZAiKS i Wytwórnią Filmów Dokumentalnych i Fabularnych (grudzień 2018)
Teksty Kochańskiego były tłumaczone na węgierski, rosyjski, litewski i niemiecki. W Czechach w 1997 roku ukazało się poszerzone wydanie jego autorskiego zbioru Zabójca czarownic (Lovec čarodĕjnic).
Jego debiutem literackim dla młodszych czytelników był Selfie ze stolemem, wydany w roku 2020. Książka ta otrzymała I nagrodę w kategorii wiekowej 6–10 lat, w V Jubileuszowym Konkursie im. Astrid Lindgren na współczesną książkę dla dzieci i młodzieży, zorganizowanym przez Fundację ABCXXI – Cała Polska Czyta Dzieciom.

## Twórczość

### Zbiory opowiadań
- 1986 – Zabójca czarownic.: w serii Fantom wydawnictwa Alma-Press
  - Zabójca czarownic
  - Kabała
  - Łyżwiarz
  - Czciciel Słowa
- 2009 – Zabójca czarownic[4].
  - Zabójca czarownic
  - Łyżwiarz
  - Sen o potędze
  - Rex i wyścigi psów czterokołowych
  - D.L.Net
  - Interesy nie idą dobrze
  - Dom spotyka chłopca
  - Naletnik, Wąż Ognisty
- 2009 – Drzwi do piekła[5].
  - Śmierć trolla
  - Alchemia
  - Halloween w obcym kraju
  - Powrót do raju
  - Drzwi do piekła
  - Sto dziewięćdziesiąt zapałek
  - Stypa ze strachem na wróble w tle
  - Zły człowiek
  - Nie wolno wchodzić do łazienki
  - Pod choinką
  - PP Hades
  - Martwy mężczyzna
  - VampiR
  - Dzieciaki

- 2017 – Europa po deszczu[6]
  - Centuriańskie bomby
  - Z popiołów
  - Zagajnik
  - Europa po deszczu
  - Sąd Ostateczny: Ucieczka
  - Pluton egzekucyjny
  - Muzykanci według Picassa
  - Tamara w rezerwacie
  - Parowy Hycel
  - ZOM-BI

### Powieści
- 2002 – Mageot
- 2003 – Baszta czarownic

### Twórczość dla dzieci
- 2020 – Selfie ze stolemem[3]
- 2021 – Wszyscy jesteśmy kosmitami[7]
- 2024 – Upiór w szkole[8]